# Vivat flamand
Pour les articles homonymes, voir Vivat.
Le vivat dit « flamand » est un chant aux paroles mi-françaises mi-latines autrefois (et parfois encore) chantés lors de fêtes ou de mariages dans le nord de la France.
Ce vivat flamand a d'autres fonctions ; il est le plus souvent entonné lors des repas de mariages, mais il peut également accompagner un baptême, un anniversaire (de naissance ou de mariage), voire une réussite personnelle (baccalauréat, permis de conduire, promotion...)[réf. nécessaire]
Il est chanté traditionnellement en fin de repas, pour honorer un convive ou un couple de convives.
Pendant le chant, la personne honorée (ou le couple) est assise tandis que deux autres personnes tiennent horizontalement une serviette au-dessus de sa tête, une troisième personne versant un peu de champagne ou autrefois de vin blanc sur la serviette.

## Origines
Les origines de la tradition, de l'air et des paroles de ce vivat sont incertaines.
On leur donne ainsi plusieurs sources possibles.

### Expressions populaires
Le mot « Vivat » signifie « Qu'il vive » (« vivat » est un subjonctif ) ou « Vive », comme on le trouve dans Vivat Rex qui veut dire « Vive le Roi »).
Au bas de certaines épitaphes, on pouvait lire Aeternam vivat (« Qu'il vive pour l'éternité »). 
On retrouve le « vivat » chanté dans le refrain d'une chanson populaire dite La fête de Sain-Anne, qui est « Eh Courage, Vivat ! sa, sa.. Eh courage Vivat ! ». 

### Racines symboliques?
Il existait autrefois un rite de passage (le « rite de la voûte ») qui a sans doute des origines très anciennes. Il a, selon René Lecotté (spécialiste des arts et traditions populaires), notamment été utilisé par la chevalerie, le compagnonnage et la franc-maçonnerie. Il consistait à faire passer quelqu'un sous une voute symbolisée par des bras se joignant ou par une toile tenue par au moins deux personnes. Le « passage sous la voute » est aussi une figure de danse fréquente dans les danses traditionnelles de nombreux pays.
Ce vivat est selon Lecotté une version rénovée du « passage sous la voûte » devenue (ou redevenue ?) très populaire aux XIXe siècle et début du XXe dans le nord de la France (du Dunkerquois à la région lilloise, en passant par la Flandre française, au moins), à la fois dans les milieux ruraux, urbains et ouvriers de Roubaix ou Tourcoing. Selon cet auteur, ce rite pourrait avoir été remis à jour par des militaires, ou par la franc-maçonnerie à l'époque de la Révolution française 1789, et sa diffusion jusque dans d'autres pays pourrait avoir été favorisée par des gravures ou images le représentant.

### Tradition juive

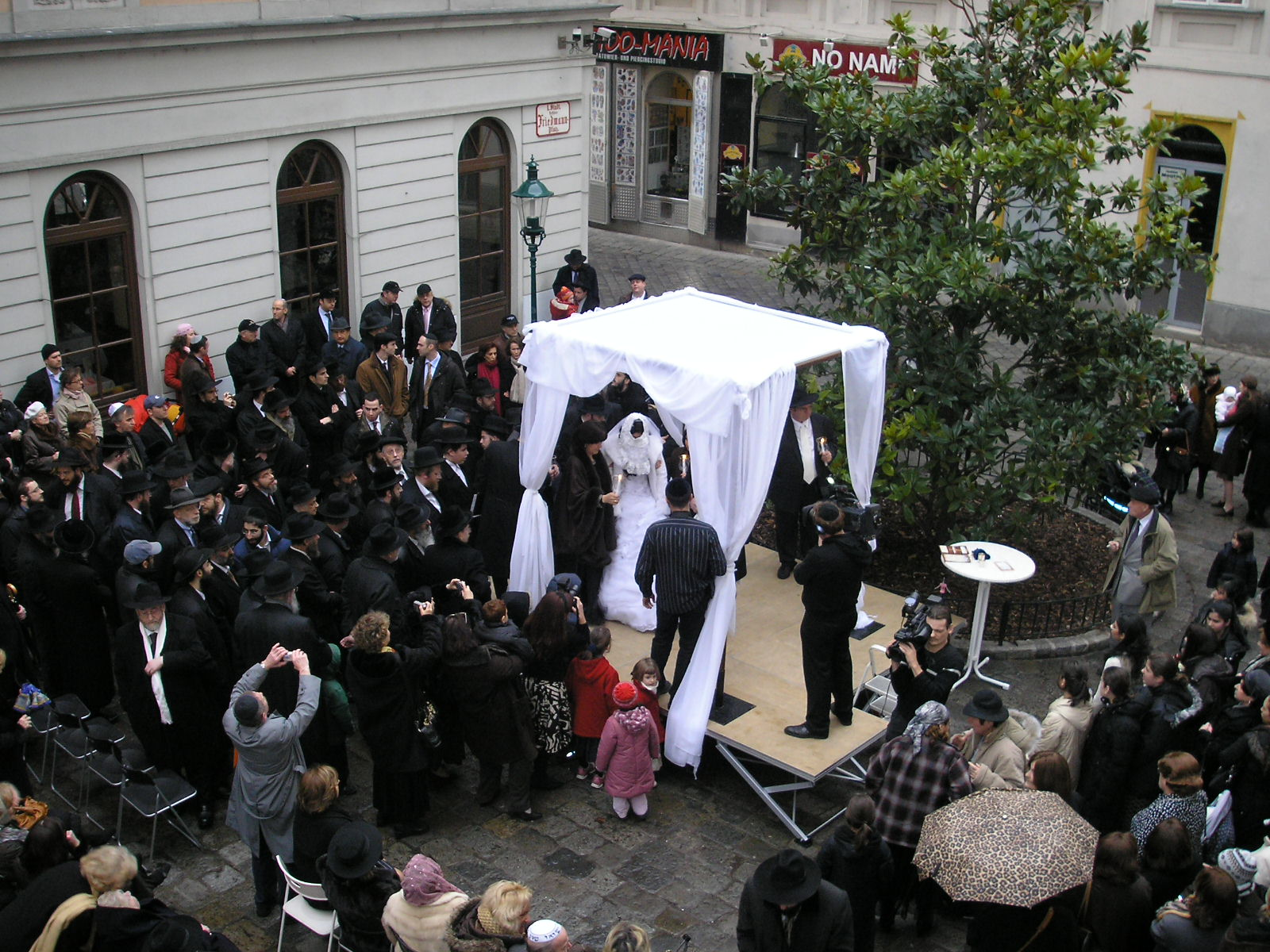
Mariage juif orthodoxe sous la houppa, à Vienne en 2007.

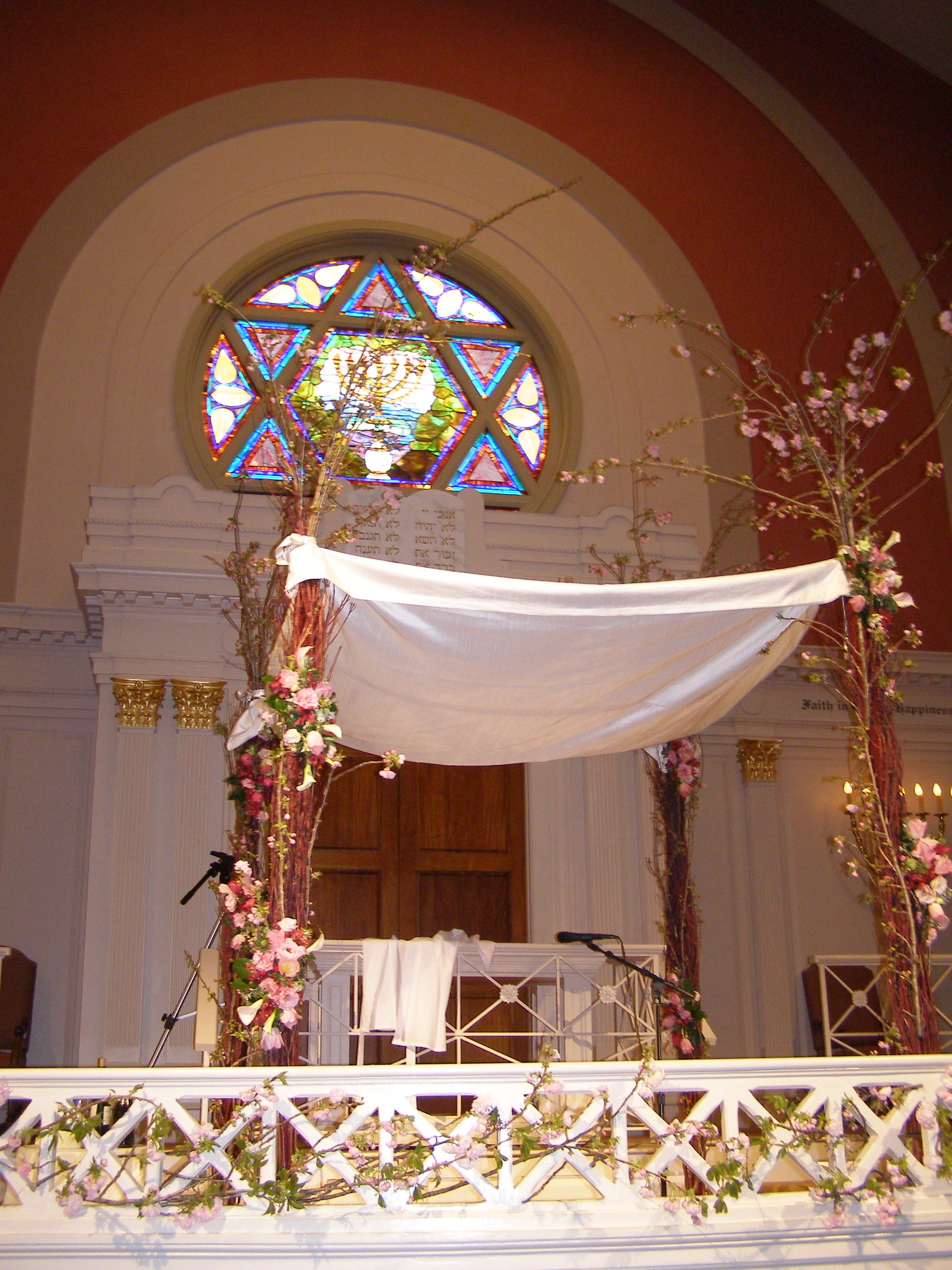
Houppa installée dans la synagogue Historique Sixth & I de Washington pour abriter les mariés lors de la cérémonie.

Le rituel de la serviette tendue est issu d'une tradition hébraïque connue sous le terme de Houppa (hébreu : חוּפָּה). La Houppa est un dais traditionnellement utilisé lors de la cérémonie juive du mariage. Elle se constitue d'un drap, d'une étoffe, parfois d'un châle de prière (talith), étendu ou soutenu par quatre piliers, transportée par des assistants à l'endroit où se tiend la cérémonie et les bénédictions nuptiales. Elle symbolise le foyer hospitalier que devra construire le nouveau couple juif, symbolisé par le voile et les quatre coins. L'abri de la houppa représente également la présence de Dieu dans l’engagement du mariage. 
Le mot houppa apparaît dès l'Antiquité dans la Bible hébraïque, dans Joël (2:16) et les Psaumes (19:6). 
Il existe une pratique chrétienne ancienne de vélation nuptiale (velatio nuptialis) ou dite « cérémonie du poêle » (latin pallium déformé en français poêle), reprenant identiquement la tradition juive et exigée par les Pères de l’Eglise aux premiers siècles du christianisme. Elle est peu à peu abandonnée pour ne se maintenir de nos jours qu'en Italie ou dans les colonies espagnoles.

### Intronisation
Une origine possible et un peu plus « récente » pourrait aussi être le Vivat (Vivat rex) qui était en France rituellement formulé au moment des sacres et couronnements de rois ou de l'empereur. Ainsi, les « vivat » étaient autrefois en Europe criés par la foule pour saluer un nouveau prince, roi ou empereur après son intronisation et la messe solennelle qui l'accompagnait, et avant le banquet qui la suivait.
La figure du roi et le sacre avaient une double connotation, civile et religieuse, d'où l'utilisation du latin . Lors de la Révolution française, avec la fin de la monarchie, le Vivat pourrait avoir ainsi été approprié par le peuple.

## Paroles de la chanson
« Vivat vivat semper

Semper in aeternum

Qu'il vive, qu'il vive,

Qu'il vive à jamais

Répétons sans cesse, sans cesse,

Qu'il vive à jamais,

En santé en paix.

Ce sont nos souhaits.

Vivat vivat semper

Semper in aeternum

(crié) Qu'il vive ! »

## Divers
Le fonds d'archives du Pr René Debrie, spécialiste de la langue picarde, contient quelques documents relatifs au « Vivat Flamand ».